# 西藏实蕨
西藏实蕨（学名：Bolbitis tibetica）为实蕨科实蕨属下的一个种。

## 扩展阅读
- 維基物種上的相關：西藏实蕨